# Jung Hyo-Jung
Jung Hyo-Jung (en coreano: 정효정; 26 de enero de 1984) es una deportista surcoreana que compitió en esgrima, especialista en la modalidad de espada.
Participó en dos Juegos Olímpicos de Verano en los años 2008 y 2012, obteniendo una medalla de plata en Londres 2012 en la prueba por equipos. Ganó una medalla de bronce en el Campeonato Mundial de Esgrima de 2010.

## Palmarés internacional
| Juegos Olímpicos   | Juegos Olímpicos      | Juegos Olímpicos  | Juegos Olímpicos   |
| Año                | Lugar                 | Medalla           | Prueba             |
| ------------------ | --------------------- | ----------------- | ------------------ |
| 2012               | Londres (Reino Unido) | Medalla de plata  | Espada por equipos |
| Campeonato Mundial |                       |                   |                    |
| Año                | Lugar                 | Medalla           | Prueba             |
| 2010               | París (Francia)       | Medalla de bronce | Espada por equipos |